# Kaija Sirén

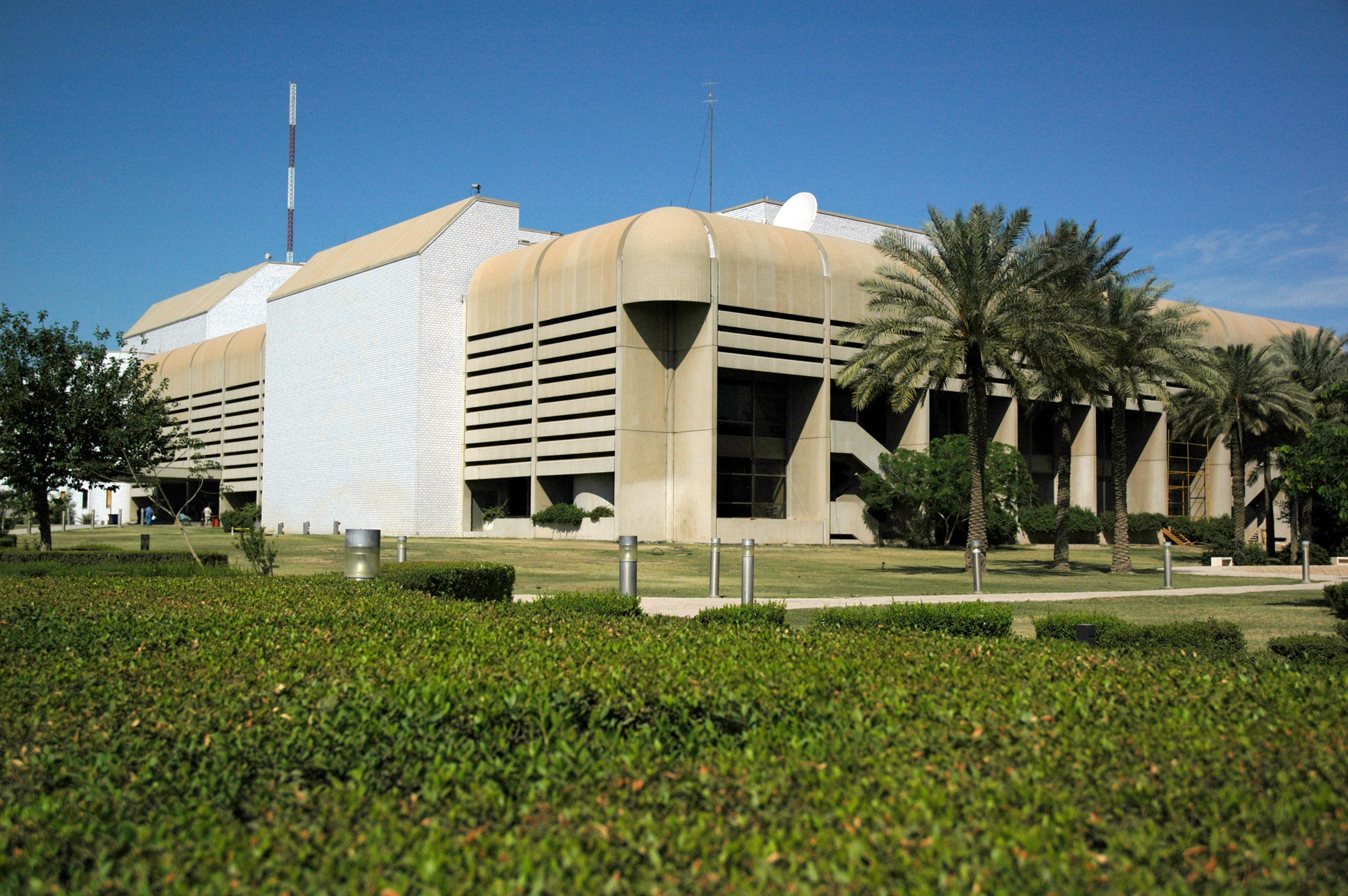
Konferenscenter i Bagdad

Katri (Kaija) Anna-Maija Helena Sirén, född Tuominen 23 oktober 1920 i Kotka, död 15 januari 2001 i Helsingfors, var en finländsk arkitekt.
Kaija Sirén utexaminerades som arkitekt från Tekniska högskolan, Helsingfors 1948. Hon öppnade med sin man Heikki Sirén ett eget kontor 1949. Hon arbetade tillsammans med sin man hela sin yrkeskarriär. De svarade gemensamt för flera av efterkrigstiden mera uppmärksammade byggnader i Finland, bland andra teknologbyn i Otnäs (Otnäs kapell, bostäder med flera byggnader 1957), och räknas vid sidan av Reima och Raili Pietilä som ett av landets mest framgångsrika arkitektpar genom tiderna. Paret utvecklade en stram modernism med enkla former och ett harmoniskt samspel mellan naturliga material som trä, tegel och glas.
År 1984 mottog Heikki och Kaija Sirén Finska kulturfondens pris.
Hon är begravd på Sandudds begravningsplats i Helsingfors.

## Kända arbeten
- Otnäs kapell, Esbo, 1957 (med Heikki Sirén)
- Orivesi kyrka, Orivesi, 1961 (med Heikki Sirén)
- Vattentornet i Lovisa 1961 (med Heikki Sirén)
- Samskolan i Fredriksham, 1963 (med Heikki Sirén)
- Stadshus i Kankaanpää, 1967 (med Heikki  Sirén)
- Runda huset, Helsingfors, 1968 (med Heikki Sirén)
- Församlingshus i Kankaanpää, 1971 (med Heikki Sirén)
- Helsingfors finska samskola, Helsingfors, 1972 (med Heikki Sirén)
- Brucknerhaus, Linz, Österrike, 1974 (med Heikki Sirén)
- Finlands nationalteaters lilla scenbyggnad, 1954 (med Heikki Sirén)
- Sportanläggning i Kankaanpää, 1975 (med Heikki Sirén)
- Granithuset, Helsingfors, 1982 (med Heikki Sirén)
- Konferensbyggnad i Bagdad, Irak, 1983 (med Heikki Sirén)